# F.T.T.W.
F.T.T.W. è un album del gruppo hardcore punk H2O pubblicato nel 1999 dalla Epitaph Records.

## Tracce
1. Faster Than the World – 2:17
2. Empty Pockets – 1:13
3. One Life, One Chance – 1:55
4. Guilty by Association – 2:24
5. Fading – 1:53
6. Bootstraps – 1:00
7. Can I Overcome – 1:27
8. Found the Truth Within – 1:52
9. Old School Recess – 1:06
10. Helpless Not Hopeless – 2:36
11. On Your Feet – 1:41
12. Day by Day – 1:30
13. Force Field – 1:55
14. Ez.2.B. Anti – 2:14
15. M & M – 2:01
16. Reputation Calls – 1:16
17. Liberate – 2:21
18. Follow the Three Way – 3:48

## Formazione
- Toby Morse - voce
- Todd Morse - chitarra
- Rusty Pistachio - chitarra
- Adam Blake - basso
- Todd Friend - batteria